# Dante Oreste Orsenigo
Dante Oreste Orsenigo (Giussano, 15 ottobre 1926 – Carate Brianza, 30 maggio 2014) è stato un politico italiano.

## Biografia
Esponente della Democrazia Cristiana, alle elezioni politiche del 1983 venne eletto deputato e fu riconfermato alla successiva legislatura, rimanendo in carica fino al 1992. Fu anche sindaco di Carate Brianza, dal 1975 al 1995 e dal 1998 al 2002.